# وزارت محیط زیست و انرژی (کرواسی)
وزارت محیط زیست و انرژی (کرواتی: Ministarstvo zaštite okoliša i energetike) وزارتخانه‌ای در دولت کرواسی است که مسئولیت حفاظت از محیط زیست را بر عهده دارد. بخش حفاظت از محیط زیست و طبیعت در دولت‌های «اتحادیه دمکراتیک کرواسی» (HDZ) همیشه بخشی از وزارت ساخت‌وساز و برنامه‌ریزی فضایی بود، اما در دولت‌های «حزب سوسیال دموکرات کرواسی» (SDP) این بخش به یک وزارتخانه مستقل تبدیل گردید.

### ادارات دولتی تحت پوشش
- آژانس حفاظت از محیط زیست
- آژانس کارگزاری املاک
- اداره زمین‌شناسی دولتی
- مؤسسه ژئودتیک کرواسی